# Аникст, Александр Абрамович
Алекса́ндр Абра́мович А́никст (имя при рождении — Исаак; 16 июля 1910 года, Цюрих — 24 декабря 1988 года) — советский литературовед-шекспировед и педагог, заслуженный деятель искусств РСФСР (1987), кандидат филологических наук, доктор искусствоведения (1963), почётный доктор литературы Бирмингемского университета (1974), председатель Шекспировской комиссии АН СССР.
Автор работ в области теории и истории западноевропейской литературы, театра и эстетики, книг о У. Шекспире, И. В. Гёте.

## Биография
Окончил МГПИ (1933), аспирантуру при нём (1935) и защитил диссертацию на соискание учёной степени кандидата филологических наук. С июля 1941 в народном ополчении, затем в 83-й гвардейской стрелковой дивизии Западного фронта, с декабря агитатор полка. Член ВКП(б) с 1942 года. В сентябре 1943 контужен, после излечения в октябре назначен секретарём редакции газеты 153-й Смоленской стрелковой дивизии. В марте 1944 назначен начальником кафедры всеобщей литературы Военного института иностранных языков. Уволен в запас в 1949 году в звании майора.
В 1963 году Институте истории искусств АН СССР защитил диссертацию на соискание учёной степени доктора искусствоведения по теме «Творчество Шекспира».
Член Союза писателей СССР с 1954 года.
С 1962 года вместе с женой и сыном жил в домах ЖСК «Советский писатель»: в 1962—1966 годах в д. 16 корп. 2 по 2-й Аэропортовской ул., затем в д. 18 (с 1969 — дома 25 и 29 по Красноармейской ул.).
Умер 24 декабря 1988 года. Прах захоронен в колумбарии на Ваганьковском кладбище.

## Награды
- орден Отечественной войны 2-й степени
- орден Дружбы народов (15.07.1980)[11]
- медаль «За оборону Москвы»
- медаль «За победу над Германией»

## Семья
- Отец — Абрам Моисеевич Аникст — заместитель наркома труда РСФСР, в 1923—1925 годах — нарком труда Украины, член президиума Госплана[12].
- Мать — педагог и организатор образования Ольга Григорьевна Аникст.
- Брат — геодезист, картограф Дмитрий Абрамович Аникст.
- Жена — Евгения Фёдоровна Аникст (урожд. Бехли; 1910—1995), переводчик, член СП СССР[13][14].
  - Сын — Михаил Александрович Аникст — дизайнер и книжный иллюстратор, член СХ СССР[7][15].
- Дядя — писатель и редактор Семён Григорьевич Сибиряков.

## Основные работы
- Избранные английские стихотворения классических и современных поэтов: Для IX и X классов сред. школы / А. А. Аникст, Е. Корнилова. — М.: Учпедгиз, 1952. 192 с.
- История английской литературы. — М.: Учпедгиз, 1956. — 483 с.
- Даниель Дефо: Очерк жизни и творчества / Дом детской книги. — М.: Детгиз, 1957. — 136 с.
- Аникст А. А., Бояджиев Г. Н. 6 рассказов об американском театре. — М.: Искусство, 1963. — 151 с.
- Творчество Шекспира. — М.: Государственное издательство художественной литературы, 1963. — 615 с.
- Шекспир. — М.: Молодая гвардия, 1964. — 386 с. — (Жизнь замечательных людей. Серия биографий; Вып. 3 (378)).
- Театр эпохи Шекспира. — М.: Искусство, 1965. — 328 с.
- История учений о драме. — М.: Наука.
  - [1]. Теория драмы от Аристотеля до Лессинга. — 1967. — 455 с.
  - [2]. Теория драмы в России от Пушкина до Чехова. — 1972. — 643 с.
  - [3]. Теория драмы на Западе в первой половине XIX в.: Эпоха романтизма. — 1980. — 343 с.
  - [4]. Теория драмы от Гегеля до Маркса. — 1983. — 288 с.
  - [5]. Теория драмы на Западе во второй половине XIX в. — 1988. — 310 с. — ISBN 5-02-012698-5.
- Первые издания Шекспира. — М.: Книга, 1974. — 159 с.
- Шекспир. Ремесло драматурга. — М.: Советский писатель, 1974. — 607 с.
- «Фауст» Гёте: Литературный комментарий. — М.: Просвещение, 1979. — 240 с.
- Гёте и Фауст: От замысла к свершению. — М.: Книга, 1983. — 270 с.
- Творческий путь Гёте. — М.: Художественная литература, 1986. — 543 с.
- Трагедия Шекспира «Гамлет»: Литературный комментарий. — М.: Просвещение, 1986. — 223 с.

### Переводы
- Ричардсон. История Сэра Чарльза Грандисона[16].
- Аддисон. Зритель. Совм. с В. Ф. Лазурским[16].
- Джордж Лилло. Лондонский купец[16]